# José Eduardo Pianelli
José Eduardo Pianelli, mais conhecido como Du Pianelli ou simplesmente Pianelli (Piracicaba, 2 de maio de 1963) é um ex-futebolista brasileiro que atuava como meio-campista.

## Carreira
Começou em 1981 nas categorias de base do XV de Piracicaba e em 1983 passou para o time profissional como meio-campo. Atuou um ano pelo clube, onde marcou 17 gols e foi campeão Paulista da A2 em 1983.
Em 16 de janeiro de 1984, foi comprado pelo São Paulo por 200 milhões de cruzeiros. Estreou em 5 de fevereiro do mesmo ano.
Na conquista do Campeonato Brasileiro de 1986, atuou em 13 partidas.
Defendeu o São Paulo de 1984 a 1987, marcando 21 gols em 120 jogos e conquistando o Paulistão de 1985 e o Campeonato Brasileiro de 1986.
Foi emprestado para o América de Rio Preto em 1987, ao Juventus-SP em 1988 e Rio Branco, de Americana, em 1989, que comprou seu passe.
Jogou na equipe três anos e foi o camisa 10 na campanha do acesso do clube à elite do estadual em 1990.
Em 1991, foi emprestado para o Matsushita Panasonic, do Japão, onde ficou só três meses e voltou.
No ano seguinte, foi emprestado para a Ponte Preta.
Em 1993, ficou um semestre no XV de Piracicaba e um no Comercial.
Em 1994, foi contratado pelo Pelotas para a disputa do Campeonato Gaúcho.
Passou ainda pela Inter de Bebedouro, antes de encerrar a carreira no XV de Piracicaba.
Em 2013, foi eleito para a Seleção do Centenário do XV de Piracicaba.

## Títulos
XV de Piracicaba
- Campeonato Paulista - Série A2: 1983

São Paulo
- Campeonato Paulista: 1985[12]
- Campeonato Brasileiro: 1986

América-SP
- Torneio José Maria Marín: 1987